# Il Signore degli Anelli (film 1978)
Il Signore degli Anelli (The Lord of the Rings) è un film d'animazione del 1978 diretto da Ralph Bakshi. Il soggetto è tratto dall'omonimo romanzo di John Ronald Reuel Tolkien.
Il film segue le vicende del primo romanzo, La Compagnia dell'Anello, e della metà del secondo, Le due torri, poiché in origine il film doveva essere la prima parte di un'opera divisa in due pellicole. Nonostante l'idea, il film non fu concluso, dal momento che non ottenne il successo sperato e la casa di produzione si rifiutò di finanziare il sequel: pertanto la pellicola s'interrompe dopo la battaglia del Fosso di Helm.
Fu il primo adattamento cinematografico del romanzo Il Signore degli Anelli e il secondo film animato tratto dalle opere di Tolkien dopo The Hobbit. La tecnica utilizzata è quella del rotoscoping.

## Trama
La storia inizia con la forgiatura dei diciannove anelli magici: sette grandi anelli vennero dati ai nani, tre agli elfi e nove ai re degli uomini. Tuttavia il malvagio Sauron, l'Oscuro Signore di Mordor, creò l'Unico Anello, e con esso iniziò a dominare gli altri anelli e i popoli liberi della Terra di Mezzo. Nonostante il suo potere, egli venne sconfitto da Isildur, il quale si impossessò dell'anello. 
Ma poiché Isildur non lo distrusse, il cattivo riuscì a sopravvivere alla sconfitta. Dopo la morte di Isildur, l'Unico Anello cadde nel Grande Fiume e lì fu ritrovato in seguito dalla misteriosa creatura Gollum (pronunciato erroneamente “Gollam” nel doppiaggio italiano) che se ne impossessò dopo aver ucciso il suo amico Déagol. L'anello portò Gollum ben presto alla pazzia. Tuttavia, anche quest'ultimo arrivò a perdere l'anello che venne ritrovato da Bilbo Baggins, uno Hobbit della Contea.
Passati diversi anni, Bilbo sta festeggiando il suo compleanno. Indossato l'anello, che ha il potere di rendere invisibili, Bilbo spaventa gli invitati e ritorna nella sua dimora per prepararsi ad un viaggio lontano dalla Contea. Il potente e saggio stregone Gandalf il Grigio, grande amico di Bilbo, esorta e convince quest'ultimo a lasciare il suo anello magico al giovane nipote Frodo. 
Dopo 17 anni, Gandalf ritorna nella Contea e si reca da Frodo. Spiega a quest'ultimo che l'anello che ha ereditato da Bilbo è l'Unico Anello forgiato da Sauron e che tale oggetto è continuamente cercato dai Cavalieri Neri (Nazgûl), servi del redivivo Signore Oscuro, e lo esorta a lasciare la Contea. Mentre Frodo si mette in viaggio, Gandalf raggiunge Saruman il Bianco, capo dell'Ordine degli Stregoni, in cerca di consigli. Saruman però ha tradito l'ordine e ha deciso di allearsi con Sauron, e quando Gandalf si rifiuta di unirsi a lui e dargli informazioni sull'anello, lo imprigiona sulla sua torre.
Frodo, intanto, insieme all'amico Sam, e agli hobbit Merry e Pipino raggiunge la locanda Il Puledro impennato a Brea, e lì attende, invano, l'arrivo di Gandalf. Nella locanda incontrano il ramingo Strider, che si rivela amico di Gandalf e si offre nell'accompagnarli nel loro viaggio. Quella stessa notte I Cavalieri Neri raggiungono Brea e tentano di uccidere gli Hobbit nella loro camera, ma grazie a uno stratagemma falliscono.
Ripreso il loro viaggio per Rivendell, la terra degli elfi, Frodo e la sua compagnia vengono trovati dai Cavalieri Neri durante la notte, mentre si riposavano a Colle Vento. Frodo, cedendo al terrore si infila l'anello, e viene scoperto dal signore dei Nazgûl che lo accoltella con un pugnale di Morgul, e solo l'intervento di Strider, che li respinge con il fuoco, evita conseguenze ancor più gravi. Ad aiutare Frodo, che sta male dopo la pugnalata ricevuta (un pezzo della lama è infatti rimasto nel suo corpo e si sta facendo strada fino al cuore) arriva Legolas. 
L'elfo, amico di Strider, si offre di accompagnarli fino a Rivendell, dove Elrond, il re elfico, potrà guarire Frodo dalla ferita ricevuta. Dopo un giorno di cammino, i Cavalieri li raggiungono nuovamente e Frodo si ritrova separato dai suoi amici e costretto a fuggire a cavallo, inseguito dai nove spettri al completo che poi tentano persino di convincerlo a seguirli fino a Mordor. Dopo aver oltrepassato il fiume di Rivendell, Frodo perde le forze, mentre i Cavalieri Neri vengono spazzati via dal fiume stesso nel tentativo di catturarlo. Elrond, signore di Rivendell, cura Frodo, che al suo risveglio incontra Gandalf (riuscito a fuggire da Saruman grazie alla grande aquila Gwhair, vecchia amica dello stregone), i suoi amici hobbit, e suo zio Bilbo.
A Rivendell, Frodo partecipa al Consiglio di Elrond per decidere il destino dell'Anello. Frodo si offre di portarlo a Mordor e ad affiancarlo vengono scelti otto compagni, la "Compagnia dell'Anello": Gandalf, Strider (che nel frattempo si è rivelato come Aragorn, erede di Isildur e del trono di Gondor), Legolas, Gimli, Boromir, Sam, Pipino e Merry. Partiti da Rivendell, Gandalf consiglia di passare attraverso le miniere di Moria, ma Aragorn non è convinto di questa scelta. Solo quando Gandalf chiede a Frodo di scegliere per tutti in quanto Portatore dell'Anello e lo hobbit sceglie Moria, il gruppo entra nelle miniere. Qui vengono attaccati dagli Orchi ed infine da un Balrog, il quale affronta Gandalf; durante lo scontro sul ponte di Khazad-dûm, lo stregone lo fa crollare e il Balrog precipita, ma con la sua frusta fa in tempo a trascinare Gandalf con sé nell'abisso sottostante.
La Compagnia, afflitta per la perdita, si dirige a Lothlórien, regno della dama della luce Galadriel, dove Frodo cerca di offrire alla dama il prezioso anello non reputandosi all'altezza della missione. Galadriel tuttavia rifiuta, facendogli capire che solo lui può compiere quel cammino insidioso. Lasciato il reame, la compagnia deve decidere dove proseguire il proprio viaggio. Frodo, allontanatosi per decidere, viene raggiunto da Boromir il quale, preoccupato per le sorti della sua città e del suo popolo, è convinto che solo usando l'anello contro il nemico potranno evitare la rovina. Poi l'uomo, infuriato dal rifiuto dello hobbit di prestargli l'anello, tenta di sottrarglielo. Frodo, spaventato dal compagno di viaggio si infila l'anello per rendersi invisibile e fugge, raggiunge il fiume e parte alla volta di Mordor da solo con il fido Sam.
Boromir, pentitosi di quello che ha fatto, avvisa il resto della compagnia, che si divide per trovare Frodo. Merry e Pipino si imbattono durante la ricerca in un manipolo di orchi e Boromir viene ucciso nel tentativo vano di salvarli dalla cattura. 
Aragorn, Legolas e Gimli, trovato il loro compagno ormai morente, gli promettono di andare a Minas Tirith e salvarla dalla distruzione. Dopo aver seppellito Boromir, i tre compagni decidono di lasciare Frodo al suo destino e di inseguire gli orchi per liberare i compagni catturati.
Durante la marcia verso Mordor, Frodo e Sam si accorgono di essere seguiti da Gollum e, tendendo a quest'ultimo un'imboscata, riescono a catturarlo. Gollum, in cambio della libertà, decide di condurre i due a Mordor. Intanto gli orchi che avevano catturato Merry e Pipino per portarli da Saruman, vengono uccisi durante il loro viaggio dal gruppo guidato da Éomer, nipote di Théoden, signore di Rohan. I due Hobbit, approfittando della battaglia, si rifugiano nella Foresta di Fangorn dove vengono presi in custodia da un Ent, Barbalbero.
Aragorn, Legolas e Gimli, entrati anche loro a Fangorn, incontrano Gandalf, creduto morto e ora risorto sotto le sembianze di Gandalf il Bianco. Gandalf conduce i tre nel reame di Rohan dove Théoden è ormai consumato dall'influsso malefico di Saruman e del suo consigliere Grima Vermilinguo. Gandalf riesce a liberare il re e lo esorta ad organizzare il suo esercito in vista dello scontro con le truppe di Saruman. Intanto il viaggio di Frodo, Sam e Gollum prosegue e, quest'ultimo, trama alle spalle dei suoi compagni di viaggio per impadronirsi dell'Anello.
Mentre Gandalf si reca alla ricerca di Éomer e del suo esercito, Théoden conduce il suo popolo al fosso di Helm, dove comincia a barricarsi per l'imminente scontro con le forze di Saruman. Gli orchi, maggiori nel numero, riescono ad entrare nella fortezza e a nulla servono gli sforzi di Aragorn e degli altri guerrieri per fermare l'avanzata. Ormai sul punto di essere sconfitti, Théoden e i soldati rimasti affrontano a cavallo i nemici finché sopraggiunge Gandalf con Éomer e tantissimi soldati di Rohan, i quali distruggono gli orchi di Saruman e vincono la battaglia.

## Produzione

### La controversa sceneggiatura di John Boorman

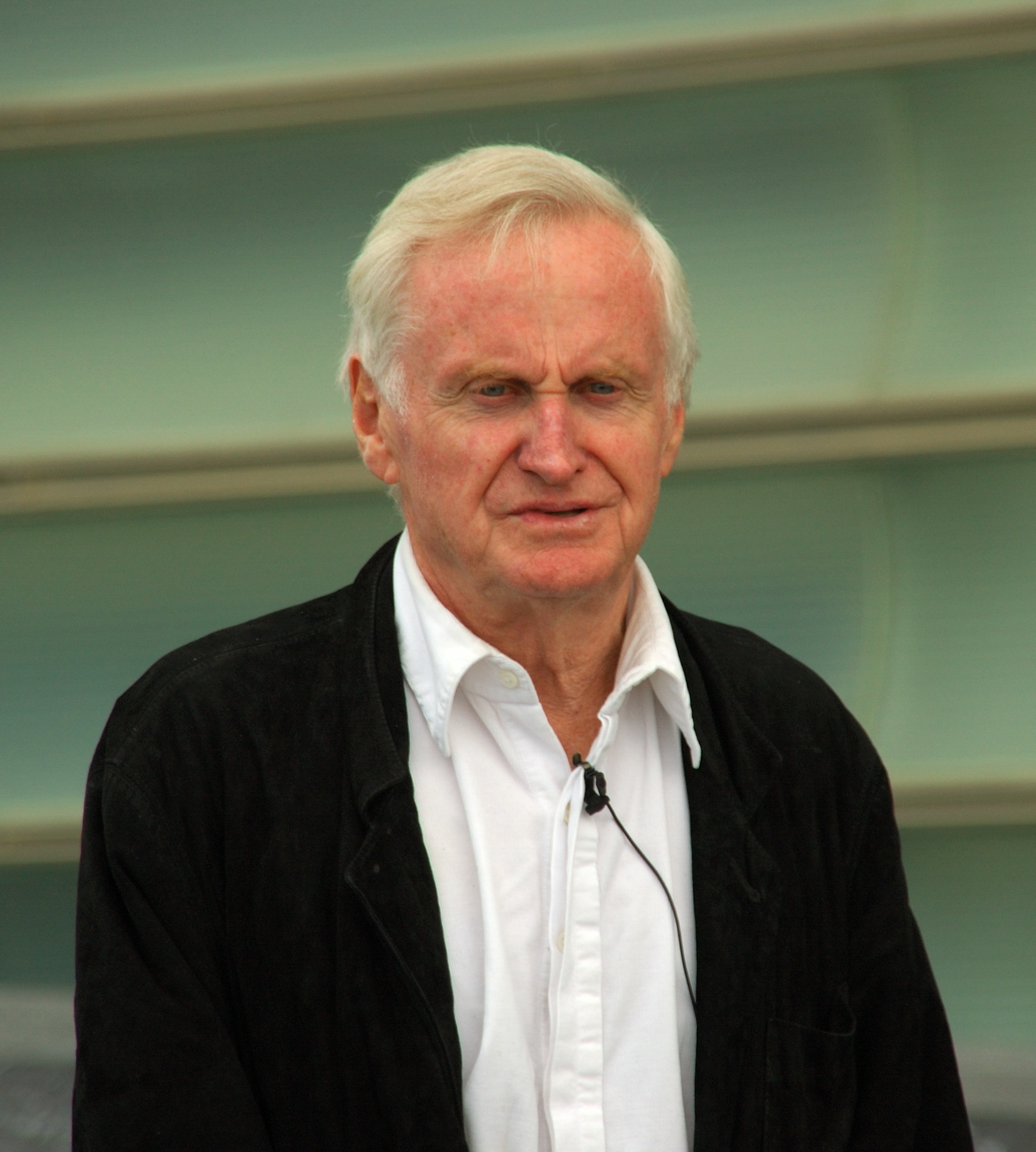
John Boorman

Nel 1969, i diritti del romanzo Il Signore degli Anelli furono acquistati dalla United Artists per poco più di £ 104.000. La casa di produzione cominciò, subito, a pensare ad un possibile adattamento cinematografico live-action dell'opera di Tolkien affidandolo al regista britannico John Boorman. Boorman, incaricato di scrivere una sceneggiatura, decise di adattare il romanzo di Tolkien in un unico film. Per aiutare Boorman nello sviluppo della sceneggiatura, fu assunto Rospo Pallenberg. La sceneggiatura, conclusa in seguito da Boorman, contava circa 700 pagine, per le quali il regista e sceneggiatore fu pagato 3 milioni di dollari. Boorman scrisse una storia molto diversa da quella del romanzo e si prese molte libertà artistiche. Inserì nuove parti non presenti nel libro e ne modificò alcune. Il risultato fu bocciato subito dai produttori e Boorman venne licenziato.

Nella sceneggiatura di Boorman, la storia della Terra di Mezzo veniva narrata in maniera interessante durante il Consiglio di Elrond: 
(Rospo Pallenberg.)
Tra le varie parti modificate da Boorman, una delle più controverse è quella della scena in cui Frodo, per guardare nello specchio di Galadriel, deve avere un rapporto sessuale con lei (proprio per questo, il marito Celeborn fu tagliato dalla sceneggiatura). Altre parti furono aggiunte o modificate da Boorman, come la scena in cui Frodo giunge a Gran Burrone e viene guarito dalla tredicenne Arwen, la quale gli rimuove chirurgicamente il pugnale Morgul con un bisturi rovente minacciata da Gimli, mentre Gandalf sfida Boromir a prendere l'Anello. Nel film di Boorman, Arwen non ha una relazione con Aragorn ed è uno spirito guida della compagnia dell'anello. Galadriel, invece, viene trattata come un oggetto sessuale in quanto, nel corso del film, molti dei protagonisti cercano di sedurla in ogni modo. Boorman inventò apposta per Gimli una scena ambientata nelle miniere di Moria in cui il nano veniva sepolto in un buco, con un cappuccio in testa, e veniva preso a bastonate dai suoi compagni per fargli ricordare la parola chiave per entrare nelle miniere.
Per problemi di budget, Boorman fu costretto ad eliminare tutte le creature volanti. Per questo, nella battaglia a Minas Tirith, invece delle Bestie Alate, i Nazgûl cavalcano dei cavalli senza pelle, con i muscoli esposti. La sceneggiatura di Boorman terminava con Gandalf, Frodo, Bilbo, Galadriel, Arwen ed Elrond che partivano per le Terre Immortali. Nel corso del viaggio il gruppo intravedeva un arcobaleno sull'acqua e Legolas, mentre osservava lo spettacolo sulla costa con Gimli, esclama: «Guarda, solo sette colori! Il mondo è in rovina! Viviamo in un mondo diminuito!». Dopo il licenziamento, Boorman lavorò al film Excalibur, usando alcune idee avute durante la produzione de Il Signore degli Anelli.

### Il film di Ralph Bakshi

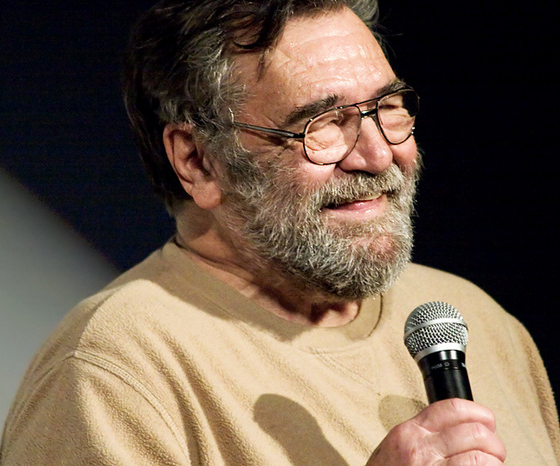
Ralph Bakshi nel gennaio 2009.

Ralph Bakshi si interessò al progetto all'inizio del 1974 mentre stava lavorando come animatore per lo studio di animazione Terrytoons. Rispetto alle idee proposte da Boorman, Bakshi voleva realizzare un adattamento animato de Il Signore degli Anelli che fosse molto più fedele al romanzo di Tolkien. Dopo il licenziamento di Boorman, Bakshi contattò Saul Zaentz (che aveva finanziato Fritz il gatto) e lo convinse a produrre il film su Il Signore degli Anelli. Prima dell'inizio della produzione, Bakshi negoziò con la United Artists per ottenere il via libera e convinse la casa di produzione a girare l'adattamento in due parti invece che in un unico film come voleva Boorman. Bakshi, inoltre, incontrò anche la figlia di Tolkien, Priscilla, alla quale promise che avrebbe girato i due film in maniera molto fedele al romanzo originale.
(Ralph Bakshi)
Per le ambientazioni da dare al film, Bakshi si ispirò alle illustrazioni classiche di Howard Pyle e N.C. Wyeth. Inoltre, il regista ha dichiarato che nessun illustratore contemporaneo lo ha ispirato nel corso della produzione della pellicola.

### La storia
Sotto la guida di Bakshi, la sceneggiatura venne affidata a Chris Conkling. Conkling decise di focalizzare le vicende del romanzo dal punto di vista di Merry Brandybuck, che nel film era una sorta di narratore della storia. Dopo aver letto la sceneggiatura di Conkling, Bakshi ingaggiò Peter S. Beagle per riscriverla. Beagle scrisse diverse sceneggiature e fu pagato solo $5,000 per il primo film. Egli, infatti, sperava di ricevere una somma più fruttuosa dopo l'uscita del secondo film, ma sfortunatamente il seguito non fu mai prodotto e Beagle si dovette accontentare del misero pagamento che aveva ricevuto all'inizio dalla produzione.
Il film presenta alcune differenze con il romanzo, ma rimane comunque molto fedele all'opera di Tolkien. Bakshi afferma che alcuni elementi della storia sono stati eliminati, ma nonostante ciò nessuna vicenda nel film è stata alterata. Il film riassume molto il viaggio di Frodo e compagni verso Brea e tralascia completamente il personaggio di Tom Bombadil. Quest'ultimo personaggio non comparve nel film per volere dello stesso regista, poiché la sua figura non si lega quasi per niente al filo narrativo della vicenda, e riportarlo sullo schermo sarebbe stato oltremodo dispersivo.
Il film presenta anche delle modifiche riguardo all'aspetto di molti personaggi. Ad esempio Saruman indossa delle vesti rosse invece che multicolori, mentre Legolas indossa abiti d'argento e grigie anziché un vestito verde e marrone. Aragorn indossa un vestito tra il verde e il marrone, mentre nel libro indossa un vestito fatto da diverse tonalità di marrone. Boromir è simile ad un vichingo stereotipato, mentre Aragorn assomiglia quasi ad un nativo americano. Quest'ultimo aspetto è stato molto contestato dai fan del romanzo.
La raffigurazione della battaglia al fosso di Helm differisce profondamente da quella raccontata nel libro. Nel film la stessa fortezza si chiama "Fosso di Helm" (un errore perpetuato da Peter Jackson nel film Il Signore degli Anelli - Le due torri), mentre nel libro il nome è quello della valle dove si trova la fortezza o, più precisamente, il burrone all'interno di essa. Nel film è Éomer il capitano dell'esercito dato per disperso, che giunge infine a determinare le sorti della battaglia (idem in Jackson). Nel romanzo invece questi non è mai stato bandito ma solo imprigionato, quando Re Théoden guarisce lo libera ed Éomer partecipa alla battaglia del Fosso di Helm da dentro le mura. Colui che arriva alla fine è Erkenbrand, un altro valoroso Rohirrim.
Nella versione originale, il personaggio di Saruman viene più volte chiamato Aruman, perché dopo un sondaggio, la maggior parte degli spettatori faticava a distinguere Saruman da Sauron. Gimli non è un esponente della razza nanica ma un "Silvano". Questo però ha creato confusione in alcuni spettatori poiché il termine "Silvano" servirà negli adattamenti successivi a definire il popolo elfico di Thranduil, padre di Legolas. L'utilizzo del termine "silvano" per indicare i nani potrebbe derivare dalla figura del Salvano di molte leggende alpine (confrontare ad esempio qui).
Da notare come questa confusione terminologica è presente soltanto nel doppiaggio italiano, forse a causa di poca familiarità degli addetti con l'opera tolkieniana (alcune battute sembrano quasi inventate di sana pianta, rispetto allo script inglese).

### Animazione
(Ralph Bakshi)
Bakshi ha definito il film «il primo esempio di pittura realistica in movimento» e, riferendosi al realismo contenuto nel film, lo definì anche «moving paintings» (dipinto animato). Per l'epoca, infatti, era impossibile girare colossali battaglie, perché sarebbero servite moltissime comparse con costume, e ciò avrebbe avuto dei costi altissimi, ed anche le ambientazioni fantastiche erano difficili da ricreare. Bakshi allora ricalcò i movimenti dei personaggi reali ripresi dal vivo cercando di creare una specie di illustrazione tolkieniana che rendesse l'espressività dei fotogrammi delle scene. Nell'animazione risaltano notevolmente i caratteri delle molteplici razze presenti nel racconto e soprattutto il male viene interpretato con maschere dalle rappresentazioni più svariate ed inerenti alla trama. Gli animatori del film sono stati moltissimi, tanto che durante un'intervista Bakshi affermò «Assegnai ad ogni personaggio un artista, come si fa quando si affida un ruolo ad un attore», e uno dei tanti è un giovane e ancora sconosciuto Tim Burton.

## Colonna sonora
La colonna sonora venne composta da Leonard Rosenman. Bakshi voleva, inizialmente, il gruppo dei Led Zeppelin per la musica della pellicola, ma il produttore Saul Zaentz insistette per l'ingaggio di Rosenman. Bakshi ha sempre dichiarato di non aver amato la colonna sonora di Rosenman e di non essere mai stato d'accordo con i produttori. La musica di Rosenman fu contestata molto dai critici (in particolare da Ernest Mathijs in Lord of the Rings: Popular Culture in Global Context), in quanto era semplice, tradizionale, ma soprattutto perché non coincideva con le atmosfere del romanzo di Tolkien. La colonna sonora uscì nel 1978 con quattro tracce: The Hobbits leaving Hobbiton, The Ringwraiths at Bree, Gandalf and the Balrog, Journey with the Orcs. La colonna sonora è stata distribuita nuovamente nel 2001, stavolta con nuovi contenuti speciali e molte altre novità.
Di seguito vengono riportate le tracce per intero:
1. History Of The Ring
2. Gandalf Throws Ring
3. The Journey Begins; Encounter With The Ringwraiths
4. Trying To Kill Hobbits
5. Escape To Rivendell
6. Company Of The Ring
7. Mines Of Moria
8. The Battle In The Mines; The Balrog
9. Mithrandir
10. Frodo Disappears
11. Following The Orcs
12. Fleeing Orcs
13. Attack Of The Orcs
14. Gandalf Remembers
15. Riders Of Rohan
16. Helm's Deep
17. The Dawn Battle; Théoden's Victory
18. The Voyage To Mordor; Theme From The Lord Of The Rings

## Distribuzione

### Edizione italiana
Il doppiaggio italiano del film è stato eseguito presso la International Recording con la partecipazione della S.A.S. e diretto da Mario Colli su dialoghi di Alberto Vecchietti. Rispetto alla traduzione italiana del romanzo, alcuni nomi e terminologie sono stati modificati: la famiglia Baggins viene chiamata Bagghin, la famiglia Brandibuck viene chiamata Brandeback, mentre Gollum è pronunciato "Gollam". Inoltre Gimli da nano diventa silvano.

### Edizioni home video
La Warner Bros., che acquistò i diritti de Il Signore degli Anelli, distribuì il film in VHS e in DVD insieme a The Hobbit e Il ritorno del re, entrambi prodotti da Rankin-Bass. Nella versione VHS, il narratore conclude il film dicendo: "qui finisce la prima parte della storia della Guerra dell'Anello.", mentre la versione in DVD presenta una nuova conclusione: "Le forze dell'oscurità vennero ricacciate per sempre dalla faccia della Terra di Mezzo ad'opera dei valorosi amici di Frodo e con la fine della loro vittoriosa battaglia, finisce anche il primo favoloso racconto de Il Signore degli Anelli".
Il film è stato pubblicato in versione Blu-ray il 6 aprile 2010.

## Accoglienza

### Incassi
Il film fu un discreto successo al botteghino a fronte del budget stanziato per produrlo. Il film incassò 30 471 420 dollari mentre per produrlo ne erano stati spesi 4 milioni. Ricevette le nomination sia per l'Hugo che per il Saturn Award, inoltre la colonna sonora venne nominata ai Golden Globe e Bakshi vinse il Grifone D'oro al Giffoni Film Festival

### Critica
Il film ottenne critiche miste da parte della critica cinematografica. Sul sito Rotten Tomatoes ha riportato il 50% delle recensioni positive riguardanti il film. Joseph Gelmis di Newsday lodò l'animazione innovativa della pellicola, mentre Roger Ebert si complimentò con Bakshi per l'ottimo lavoro svolto. Vincent Canby di New York Times ha affermato come il film sia "paralizzante e impressionante" allo stesso tempo. David Denby di New York ritenne che il film non poteva avere senso per gli spettatori che non conoscevano il libro. Denby, inoltre, scrisse che il film era troppo buio e mancava di umorismo. Michael Barrier, storico dell'animazione, criticò pesantemente la regia di Bakshi definendola del tutto priva di autodisciplina e senza arte.
Il film si è classificato al 36º posto nella lista dei più grandi film d'animazione stilata dalla rivista Time Out, mentre su Online Film Critics Society, società di critici cinematografici, si è classificato al 90º.

## Riconoscimenti
- 1979 - Golden Globe
  - Candidatura Migliore colonna sonora originale a Leonard Rosenman
- 1979 - Saturn Award
  - Candidatura Miglior film fantasy
- 1979 - Premio Hugo
  - Candidatura Miglior rappresentazione drammatica a Ralph Bakshi, Peter S. Beagle, Chris Conkling, J. R. R. Tolkien
- 1980 - Giffoni Film Festival
  - Grifone d'oro al miglior film a Ralph Bakshi

## Sequel
Il primo film doveva essere originariamente distribuito con il titolo The Lord of the Rings Part One per far capire allo spettatore che l'opera non fosse completa, ma nonostante la sua richiesta la United Artists lo ignorò, togliendo dal titolo Part One. Tuttavia, i produttori decisero di distribuire il titolo con il semplice titolo The Lord of the Rings, poiché sentivano che il pubblico non avrebbe pagato il biglietto per vedere solo la metà di un film. Per questo motivo, sempre secondo Bakshi, lo spettatore alla fine della pellicola si sentiva confuso e probabilmente preso in giro. Il secondo film doveva cominciare dove il primo finiva, cioè alla battaglia del Fosso di Helm, e doveva raccontare gli eventi mancanti de Le due torri e tutto Il ritorno del re. Il sequel fu abbandonato dopo il supposto insuccesso ottenuto dal primo film (a detta della casa produttrice, nonostante gli incassi del film, 30 milioni di dollari, fossero quasi otto volte i costi di produzione, 4 milioni di dollari), lasciando quindi il progetto di Bakshi incompleto.
Il film d'animazione The Return of the King, del 1980, più che di questa pellicola viene considerato il seguito spirituale di The Hobbit del 1977; con quest'ultimo infatti condivide lo stile d'animazione, ben lontano dal Rotoscope de Il Signore degli Anelli.

## Influenza culturale
Il film è stato fonte di ispirazione per la trilogia cinematografica diretta da Peter Jackson. Jackson fu un grande fan del film di Bakshi e lo definì un "tentativo coraggioso e ambizioso".